# Santo Antônio do Manhuaçu
Santo Antônio do Manhuaçu é um distrito do município brasileiro de Caratinga, no interior do estado de Minas Gerais. Segundo o censo demográfico de 2022, realizado pelo Instituto Brasileiro de Geografia e Estatística (IBGE), sua população era de 2 099 habitantes e havia 819 domicílios particulares permanentes ocupados. Possui área de 316,18 km² conforme a Fundação João Pinheiro (FJP).
De acordo com o IBGE, em 2010 a população era de 2 496 habitantes e havia 1 113 domicílios particulares.
Foi criado com a denominação Santo Antônio do Manhuassu pelo decreto estadual nº 16 de 6 de fevereiro de 1890, juntamente à emancipação de Caratinga. O nome do distrito passou a ser grafado "Santo Antônio do Manhuaçu" pela lei estadual nº 336 de 27 de dezembro de 1948.

## História da Paróquia de Santo Antônio de Manhuaçu
- 1887: a 28 de setembro foi criada a Paróquia de Santo Antônio do Manhuaçu.
- 1937: a 22 de janeiro foi erguida canonicamente.